# HD 208487 b
HD 208487 b (بالإنجليزية: HD 208487 b)‏ الذي يرمز له بالرمز HD 208487b، هو كوكب خارج المجموعة الشمسية، في كوكبة الكركي، يتبع HD 208487 ‏.

## الاكتشاف
اكتشف في 16 سبتمبر 2004.